# Уралмаш (жилой район)
Уралма́ш — жилой район в северной части города Екатеринбурга. Возник во второй четверти XX века как соцгород одноимённого завода.

## География
Административно относится к Орджоникидзевскому району. Располагается в северной части города, отделён от него с юга заводом «Уралмаш», в честь которого и получил название. Условно его можно ограничить улицами: Машиностроителей — на юге, Космонавтов — на востоке, Бакинских Комиссаров и Донбасская — на севере и северо-западе. За границами двух последних улиц расположен обширный частный сектор, который плавно переходит в лесопарковую зону.

## Население
На Уралмаше проживает большая часть населения Орджоникидзевского района. Общая численность составляет свыше 180 тысяч человек.

## История
Летом 1926 года на месте будущего УЗТМ были вырыты первые землянки рабочих. Посёлок строителей завода до 1928 года состоял из неблагоустроенных бараков. Фактически они представляли собой обычные сараи с печным отоплением и нарами. В 1928 году бюро по проектированию нового жилого района возглавил Пётр Васильевич Оранский. Проект так называемого соцгорода предусматривал расположение жилого массива к северу от завода. И это не случайно: господствующие ветра здесь западные и северо-западные, поэтому жилой район мало страдает от вредных промышленных выбросов в атмосферу. В 1928 году началось строительство деревянных двухэтажных жилых домов в районе будущих улиц Кировградской, Красных Борцов, Уральских Рабочих. К ноябрю 1930 года было возведено несколько 4-этажных кирпичных домов на улице Ильича. Новосёлов особенно радовало редкое по тем временам центральное отопление и уж совсем большая редкость — ванны.
В начале 30-х годов улица Ильича считалась самой привилегированной — здесь жили руководители завода, районные власти, инженеры, иностранные специалисты (в основном из Германии). В те времена кладку стен умели вести только в летнее время, и практически на строительство дома уходило около двух лет. Но с проблемой справились очень быстро — решили строить так называемые «каркасно-засыпные» дома. Каркас таких двух- и трёхэтажных домов делался из толстого бруса, а стены — из двойных деревянных щитов, между которыми насыпались опилки и известь. К ним подтягивали канализацию и водопровод, но отопление было печным. Очень быстро каркасными домами застроили целые кварталы — часть улицы Молотова (ныне — 40-летия Октября), всю улицу Индустрии, Стахановскую. По расчётам, каркасные дома должны были простоять 20 лет, фактически же ещё в 2010 году в них жили люди.
В середине 30-х развернулось строительство в четырёхугольнике между улицами Культуры, Красных Партизан, Банникова и Орджоникидзе. Многие жители этого квартала переселились сюда с улицы Ильича, поэтому в народе за кварталом прочно закрепилось название «дворянское гнездо». Для озеленения улиц соцгорода с Поволжья везли вагонами ясени, липы, клёны, дубы, декоративные кустарники.
20 сентября 1933 года поселок Уралмашзавода имени Орджоникидзе вошел в состав города Свердловска.

## Инфраструктура

### Транспорт
Общественный транспорт представлен автобусами, троллейбусами и трамваями, которые обеспечивают как внешнюю связь Уралмаша с центром города и с районами Эльмаш, Новая Сортировка, ВИЗ, так и внутреннюю с жилыми кварталами района. Также важную роль играет метро (станции «Уралмаш», «Проспект Космонавтов»), пущенное здесь в 1991 году, которое обеспечивает связь жителей района с железнодорожным вокзалом, центром и югом города.

### Образование
В районе расположено много крупных школ, больниц, детских садов, профессиональных училищ и вуз — Российский государственный профессионально-педагогический университет.

### Спорт
На территории района расположены следующие спортивные организации: спорткомплекс «Уралмаш», ДЮСШ № 19 Олимпийского резерва, Детский стадион, СОК «Арена»
В зимнее время года работает лыжная база на ул. Бакинских Комиссаров, 13, располагающаяся рядом с лесным массивом.

### Досуг и отдых
Из предприятий досуга можно выделить ДК им. Лаврова, Дворец культуры Уралмашзавода, кинотеатр «Знамя» и ныне снесённый кинотеатр «Темп».
До недавнего времени в заброшенном состоянии находился ПКиО «Уралмаш» — «Летний парк», бывший популярным до начала XXI века. В июне 2010 на территории парка провели уборку, убрали автопарковку, на прогулочных аллеях установили скамейки и урны для мусора, появилось летнее кафе. В мае 2012 года реконструкция парка продолжилась: был построен новый забор, установлено несколько аттракционов, обеспечена круглосуточная охрана территории.
На западе района располагается Шувакишский лесопарк («Парк Победы»), расположенный в лесном массиве.

### Религия
В микрорайоне представлены различные религиозные конфессии. Однако в целом по статистике преобладает православное население. Всего 4 православных храма, самый большой — храм Рождества Христова, заложенный в 1996 году. В храме находятся частицы мощей более чем 40 святых.
Также есть 2 церкви в бывших детских садах и церковь на Северном кладбище.

## Экология
Спад производства в последние годы, а также некоторые природоохранные мероприятия делают жизнь в районе более экологически благоприятной.
К северо-западу от района расположен большой лесной массив — Шувакишский лесопарк, а чуть севернее — Парк Победы — излюбленные места отдыха уралмашевцев. Там же находится некогда чистейшее озеро Шувакиш, ныне превращенное в болото антропогенным воздействием.

## Криминальная обстановка
Район ещё в 1990-е годы часто называли[кто?] «криминальной столицей России». Это связано с появлением крупной ОПГ «Уралмаш», взявшей контроль почти над всем городом и областью с начала 1992 до конца 2005 г. Также этому способствовал общий разгул преступности, связанный с тяжёлым материальным положением жителей, начавшийся после распада СССР.
По сводкам РУВД по Орджоникидзевскому району:

В начале 2005 года Уралмаш признан самой опасной территорией города Екатеринбурга. В 2004 году там было совершено более десяти тысяч преступлений, то есть пятая часть всех противоправных действий, зарегистрированных за год на территории столицы Урала.

С 2005 года обстановка немного улучшилась и стабилизировалась, однако о резком спаде преступности говорить ещё рано.